# 湘南サウンド
湘南サウンド （しょうなんサウンド）は、1960年代以降神奈川県の湘南（主に藤沢市や茅ヶ崎市）の若者を中心に発表された、海やサーフィンを主なテーマとするロックやフォーク、ポップスを指す。

## 歴史
- 1961年、東宝で加山雄三の主演する若大将シリーズがスタートし、加山が歌手デビューする。彼の住む茅ヶ崎にも注目が集まった。
  - 60年代は、カリフォルニアなどの西海岸で人気となった、ロックのジャンル、サーフ・ロックが流行し、一方で藤沢市の鵠沼海岸でサーフィンが流行し始めた時期でもある。
- 1966年11月に茅ヶ崎に住む加瀬邦彦らがザ・ワイルドワンズを結成し、「想い出の渚」でデビューを果たす。
  - チャッピーの愛称で女性に人気となった渡辺茂樹は、1967年12月にワイルドワンズに加入[1]。
- 1969年、茅ヶ崎在住の岩沢幸矢と岩沢二弓兄弟がフォークデュオ「ブレッド&バター」を結成し、デビューする。
- 1976年、茅ヶ崎で生まれ育った桑田佳祐がサザンオールスターズを結成、1978年にメジャー・デビューする（なお、バンドメンバーで湘南出身は彼のみ）。
  - 同バンドの歌詞の中に、桑田の出身校鎌倉学園までの行動範囲であった茅ヶ崎市、藤沢市、鎌倉市の地名や風景が取り込まれ、知られるようになった。
- 1984年、「Cafeブレッド&バター」でコックとしてアルバイトをしていた平塚市生まれ、茅ヶ崎市育ちのテミヤンが歌手デビューする。
- 1985年、TUBEが「ベストセラー・サマー」でメジャー・デビュー。夏をテーマにしたヒット曲が多いことで知られ、江の島、鵠沼を舞台とした「湘南My Love」をヒットさせた。
- 2000年、ブレッド&バターの岩沢二弓が娘の岩沢シーマと父娘ユニット「mondayz」名義で、アルバム『monday beach』をリリース。
- 2008年、ASIAN KUNG-FU GENERATIONがアルバム『サーフ ブンガク カマクラ』をリリースし、江ノ島電鉄線の主要駅を題材にしている。

## 主なアーティストと代表曲
- 加山雄三
  - ブラック・サンド・ビーチ（1965）
  - 白い浜（1966）
  - 二人だけの海（1967）
  - ある日渚に（1968）
  - 光進丸（1978）B面：湘南 ひき潮
  - その日海からラプソディ（1980）
  - 海よ永遠に（1981）
  - 明日の海（1983）
  - アルバム「湘南に愛をこめて」（1990）
    - 海がそこにあったから
- ザ・ワイルドワンズ
  - 想い出の渚（1966）
  - 白い水平線（1981）
  - アルバム「こころ...湘南気分」（1990）
- ブレッド&バター
  - セーリング・オン・ボード（1975）
  - HOTEL PACIFIC ホテルパシフィック（1981）
  - 君がいた夏（セイラリエス）（1991）湘南ブランド・SEILALIES イメージソング
  - LONDON-PARIS-NEW YORK-湘南（1994）
  - アルバム「SHONAN BOYS for young and young-at-heart」（2005）
    - 渚に行こう
    - SHONAN GIRL
    - 海岸線

  - アルバム「海岸へおいでよ」（2007）
    - 海岸へおいでよ
    - 渚のホーム・カミング・クイーン
- サザンオールスターズ
  - チャコの海岸物語（1982）
  - 夏をあきらめて（1982）
  - シャボン（1984）
  - 鎌倉物語（1985）
  - Bye Bye My Love (U are the one) （1985）
  - 希望の轍（1990）
  - アルバム「江ノ島 Southern All Stars Golden Hits Medley」（1993）
  - 湘南SEPTEMBER （1998）
  - HOTEL PACIFIC （2000）
  - 通りゃんせ（シングル「TSUNAMI」収録曲。）（2000）
  - 雨上がりにもう一度キスをして（シングル「涙の海で抱かれたい 〜SEA OF LOVE〜」収録曲。）（2003）
  - 波乗りジョニー（2001、桑田佳祐のソロ）
  - 炎の聖歌隊 ［Choir］（2021、桑田佳祐のソロ）[2]
  - スローハンドに抱かれて（Oh Love!!）（2022、原由子のソロ）[3]
- テミヤン
  - Za Za Za（1984）
  - 渚のかげろう（1999）
  - 夢の花（2000）
  - もう一度今を選ぶかな？（2000）
  - 砂のベッド（2001）
  - Rainbow （2001）
  - Hi Hi Hi (Shona style)　（2003）
  - 浜昼顔の咲く丘で（2003）
  - 幸せの小舟（2003）
  - アルバム「湘南アンソロジー」（2003）
  - まるげのビーサン（2004）
  - 生きてゆくこと（2006）
- TUBE
  - あー夏休み （1990）
  - アルバム「湘南」（1991）
    - 湘南My Love （1991）
    - はよつけ鎌倉 （1991）
    - 茅ヶ崎Pipeline （1991）
    - 葉山でDance! All Night （1991）

  - 湘南盆踊り（シングル「ガラスのメモリーズ」収録曲。）（1992）
  - 紫陽花（シングル「虹になりたい」収録曲。）（2000）
  - 江ノ島ブギウギ （2002）
  - 湘南My Love 2002 （2002）
  - Fijisawa Sunlight （2003）

## 備考
- 茅ヶ崎出身のアーティストに尾崎紀世彦がいる。
- 茅ヶ崎市には「雄三通り」、「サザン通り」や「サザンビーチちがさき」（海水浴場）がある。